# Гамела Ярослав
Ярослав Гамела (псевдо.: «Бриль»; нар. 5 листопада 1917, м. Яворів — пом. 28 травня 1947) — український військовик, діяч УПА, сотенний Відділу «Переяслави-1» ТВ-13 «Розточчя» ВО-2 «Буг». Лицар Борнзового Хреста Бойової Заслуги УПА. Загинув під час бою з польськими військами. 

## Життєпис
Ярослав Гамела народився 5 листопада 1917 року у Яворові у сім'ї з шістьма дітьми — трьома братами і трьома сестрами. Батько Ярослава загинув у 1918 році у бою з поляками під Перемишлем. Ярослав навчався в Яворівській гімназії, брав активну участь в діяльності молодіжно–патріотичного товариства «Луг». Опісля закінчив Державну школу деревного промислу у Яворові і працював у кооперативі виробів деревного промислу. У 1943 році одружився з Марією Волощак.
З початком Другої світової війни приєднався до лав Української Повстанської Армії, що боролась з нацистськими та радянськими загарбниками. Тісно співпрацював з Володимиром Кунанцем, Євгеном Смуком, Іваном Тиндиком. Після вишколу очолював яворівську чоту в курені «Переяслави» (впродовж 1944 року), згодом командував сотнею «Переяслави I» (від лютого 1945 року). Протягом 1945-46 років був одним з найактивніших командирів УПА на Яворівщині.
Відзначився 13 червня 1945 року під час облави на ліс біля с. Наконечне, вивів відділ з ворожого оточення, втрати нападників склали 50 вбитих, втрати повстанців – четверо вбитих і троє поранених.  Сотня на чолі з “Брилем” також замінувала і підірвала мости довкола Яворова в ніч з 22 на 23 грудня 1945 року, вже за декілька днів 26 грудня 1945 року сотня «Переяслави I» ліквідувала дільницю так званого «істрєбітєльного батальйону» в селі Завадів.
31 грудня 1945 підрозділ Ярослава Гамели підірвав поїзд з радянськими прикордонниками поблизу с. Ясениця Кам’янка-Бузького району, внаслідок цієї акції загинуло 40 радянських військовослужбовців.
Загинув в бою 28 травня 1947 року коло с. Цетуля на території сучасного Ярославського повіту (Республіка Польща).

## Нагороди
- Згідно з Наказом військового штабу воєнної округи 2 «Буг» ч. 21 від 5.09.1946 р. хорунжий УПА Ярослав Гамела – «Бриль» нагороджений Бронзовим хрестом бойової заслуги УПА.

## Вшанування пам'яті
- 21 вересня 1997 року на будинку в Яворові на вулиці Львівській, де мешкав Ярослав Гамела, урочисто відкрито пам’ятну таблицю легендарному повстанцю.
- 5.11.2017 р. від імені Координаційної ради з вшанування пам’яті нагороджених Лицарів ОУН і УПА у м. Яворів Львівської обл. Бронзовий хрест бойової заслуги УПА (№ 022) переданий Юрію Гамелі, племіннику Ярослава Гамели – «Бриля».